# Clave dicotómica
La clave dicotómica es una herramienta que permite identificar a los organismos. Hay claves para determinar animales, plantas, hongos, Bacterias, protista, protozoos o cualquier otro ser vivo; claves que alcanzan el nivel de especie, género, familia o cualquier otra categoría taxonómica.
Una clave dicotómica se basa en definiciones de los caracteres morfológicos, macroscópicos o microscópicos; de ella parten dos soluciones posibles, en función de si tienen o no tienen determinado carácter, repitiéndose el proceso de definiciones de características, hasta llegar al organismo en cuestión.
Organización de la clave dicotómica 
La clave está organizada en dicotomías (a veces tricotomías) o dilemas, o sea, pares de afirmaciones contrapuestas (ejemplo: "plantas con flores amarillas" contra "plantas sin flores amarillas").
Estas afirmaciones están nominadas de distinta manera, con números arábigos o romanos, con letras, con símbolos, indentados, etc. Pero sobre todo se representan con un organigrama en forma de ramificación como los árboles genealógicos, difíciles de escribir con un ordenador porque requiere páginas muy anchas.
Por ejemplo:
1a. Planta con flores azules o violeta................ 2

1b. Planta con flores amarillas o blancas ......... 3
2a. Planta con flores azules ........ especie A

2b. Planta con flores violeta ........ especie B
3a. Planta con flores blancas........ especie C

3b. Planta con flores amarillas ..... especie D

## ¿Cómo usar una clave?
Las claves dicotómicas son una herramienta útil para clasificar organismos. Su empleo consiste siempre en tomar una y solo una de las dos alternativas; hay que leer primero las dos afirmaciones y optar por una de ellas. La afirmación que se rechazó no se vuelve a contemplar en el desarrollo de la determinación.
Volviendo al ejemplo del color de las flores, imaginemos que tenemos una flor amarilla; leemos la primera dicotomía:
1a. Planta con flores azules o violeta................ 2

1b. Planta con flores amarillas o blancas ......... 3
Nuestra planta tiene flores amarillas, con lo que seguimos a la dicotomía número 3 (saltando la 2)
3a. Planta con flores blancas........ especie C

3b. Planta con flores amarillas ..... especie D
Nuestra flor cumple la condición 3b, por lo que pertenece a la especie D.
No obstante, es frecuente encontrarse dicotomías ambiguas, como por ejemplo:
1a. Longitud superior a 4 cm ........ 2
1b. Longitud inferior a 4 cm .......... 3
y nuestro espécimen mide justo 4 cm (o 3,9, o 4,1), debemos seguir los dos caminos hasta toparnos con una dicotomía que nuestro espécimen no cumpla; por ejemplo, si optamos por seguir el camino 2 (más de 4 cm) y más adelante hallamos una dicotomía que diga
5a. Cabeza blanca
5b. Cabeza negra
y nuestro ejemplar tiene la cabeza roja, volveremos a la dicotomía 1 y seguiremos el camino 3 (menos de 4 cm).

## Ejemplos prácticos de claves taxonómicas

### Clave para los animales
La siguiente clave sirve para identificar o clasificar las clases del subfilo vertebrados.
1a. Con pelo .............................................. Clase Mamíferos

1b. Sin pelo .........................................................................2
2a. Con plumas ......................................... Clase Aves

2b. Sin plumas ....................................................................3
3a. Sin mandíbulas .................................... Clase Agnatos

3b. Con mandíbulas .............................................................4
4a. Con aletas pares........................................................5

4b. Sin aletas; con patas o sin ellas ......................................6
5a. Con esqueleto óseo ............................... Clase Osteíctios (peces óseos)

5b. Con esqueleto cartilaginoso .................... Clase Condrictios (peces cartilaginosos)
6a. Piel seca, cubierta de escamas ................ Clase Reptiles

6b. Piel húmeda, sin escamas ...................... Clase Anfibios
Si nuestro ejemplar es una rana, cumplirá la condición 1b (sin pelo), por lo que pasaremos a la dicotomía 2; de las dos opciones, cumplirá la 2b (sin plumas), y pasaremos a la dicotomía 3; con que tienen mandíbulas, seguiremos a la dicotomía 4 y, como tiene patas y no aletas (opción 4b), continuaremos en la 6; por fin, dado que carece de escamas y tiene la piel húmeda (6b), concluiremos que pertenece a la clase anfibios. Podríamos continuar con una clave para las órdenes de anfibios:
1a. Sin patas .............. Orden Ápodos

1b. Con patas ................................2
2a. Con cola ............... Orden Urodelos

2b. Sin cola ................ Orden Anuros
Como nuestra rana tiene patas (1b) y carece de cola (2b), resulta que es un anuro. De esta manera, siguiendo claves de rango taxonómico cada vez más bajo, podríamos llegar a la especie.

## Clave para prendas de vestir
No solo pueden elaborarse claves para identificar seres vivos; en teoría, cualquier colección de objetos puede ser separada usando claves dicotómicas.
Si queremos separar elementos de vestir (zapatos, deportivas, Camisetas, pantalones), una clave sencilla sería:
♣ Elementos que se utilizan en los pies
→ Calzado deportivo (Deportivas)
→ Calzado no deportivo (Zapatos)
♣ Elementos que no se utilizan en los pies.
→ Elemento con mangas y cuello alto (Camiseta)
→ Elemento sin mangas ni cuello alto (Pantalón)